# 古木淑恵
古木 淑恵（ふるき よしえ、1959年12月16日 - ）は、中部日本放送の元アナウンサー、フリーアナウンサー。夫は同局の報道記者兼ニュースキャスターの石塚元章。愛知淑徳大学卒業。

## 概要
1983年（昭和58年）中部日本放送に入社。第一子出産のため1987年3月にサンデードラゴンズアシスタントを降板し中部日本放送を退社。退社後も中部日本放送の報道、バラエティーなどに出演。1992年頃に第二子出産。

## 過去の担当番組

### テレビ番組
- サンデードラゴンズ（1983年10月 - 1987年3月、初代アシスタント）
- CBCニュースワイド（1988年4月 - 1991年3月、サブキャスター）
- ミックスパイください（1991年、CBCニュースセンターからの中継出演）
- 興味のルツボ 〜ウィークエンドDADADA〜（1994年4月 - 不明）
- 名古屋発!新そこが知りたい（時期不明）

### ラジオ番組
- ツー快!お昼ドキッ（2000年6月 - 2001年3月、水曜担当）
- 久野誠のドラゴンズワールド（2004年10月 - 2008年3月、秘書役） - 番組では「美人秘書」「ドラワルの母」と呼ばれていた。

### その他
- 第16回CBCアナウンサートークライブ　60年を彩った女子アナ達（2016年12月11日）では、レジェンドアナウンサーとして登場[2][3]。